# Gunter d'Alquen
Gunter d'Alquen (tyskt uttal: [ˈdalkən]), född 24 oktober 1910 i Essen, död 15 maj 1998 i Mönchengladbach, var en tysk journalist och SS-Standartenführer. Han var chefredaktör för SS-tidningen Das Schwarze Korps och chef för SS-Standarte Kurt Eggers, som var ett propagandakompani. Tidigare hade han varit redaktör på tidningen Völkischer Beobachter.